# Рапар'єгос
Рапар'єгос (ісп. Rapariegos) — муніципалітет в Іспанії, у складі автономної спільноти Кастилія-і-Леон, у провінції Сеговія. Населення — 232 особи (2010).
Муніципалітет розташований на відстані близько 110 км на північний захід від Мадрида, 47 км на захід від Сеговії.

## Демографія
Динаміка населення (INE ):